# Roncus virovensis
Espèce
Roncus virovensis est une espèce de pseudoscorpions de la famille des Neobisiidae.

## Distribution
Cette espèce est endémique de Serbie. Elle se rencontre à Virovo dans la grotte Virovska Pečina.

## Description
Le mâle holotype mesure 2,39 mm et la femelle paratype 2,33 mm.

## Étymologie
Son nom d'espèce, composé de virov[o] et du suffixe latin -ensis, « qui vit dans, qui habite », lui a été donné en référence au lieu de sa découverte, Virovo.

## Publication originale
- Ćurčić & Dimitrijević, 2002 : On two new cave pseudoscorpions: Roncus svetavodae n. sp. snd R. virovensis n. sp. (Neobisiidae, pseudoscorpiones) from southwestern Serbia. Archives of Biological Sciences, vol. 54, no 1/2, p. 35-42.